# فرنسيسكو هرنانديز إيلانا
فرنسيسكو هرنانديز إيلانا (بالإسبانية: Francisco Hernández Illana)‏ هو ملحن إسباني، ولد في 1700 في بلنسية في إسبانيا، وتوفي في 9 مايو 1780 في برغش في إسبانيا.

## وصلات خارجية
- فرنسيسكو هرنانديز إيلانا على موقع ميوزك برينز (الإنجليزية)